# Piroclasto

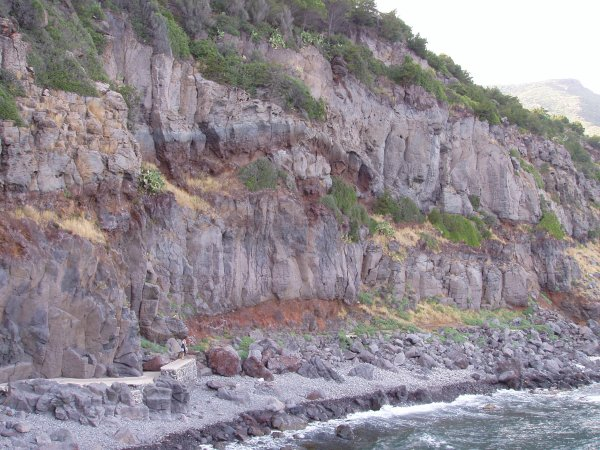
Colate basaltiche (grigiastre) alternate a livelli piroclastici alterati (rossastri) attribuiti al Quaternario. Cala Gonone - Dorgali (NU), Italia

Il termine piroclasto identifica ogni tipo di clasto o granulo prodotto dalla frammentazione di rocce o di lava non consolidata durante l'eruzione  di un vulcano.
In senso ampio il termine può essere applicato ai frammenti costituenti i depositi per caduta gravitativa, per flusso piroclastico e per onda basale (surge), come pure i lahar, le brecce di intrusione (ad es. nelle kimberliti) e di estrusione (ad es. alla base di duomi di lava) e i diatremi. 
L'accumulo di qualunque origine dei piroclasti sciolti o non consolidati prende il nome generico di tefra. Se invece l'accumulo è consolidato si definisce roccia piroclastica. I termini piroclastite e deposito piroclastico comprendono sia gli accumuli consolidati che quelli non consolidati.

## Etimologia
La parola "piroclasto" deriva dal greco, pyr (fuoco) e klastó[s], (spezzato), cioè spezzato dal fuoco.

## Caratteristiche dei piroclasti
I piroclasti possono essere singoli cristalli o frammenti di cristalli, di vetro o di roccia. La loro forma non deve essere alterata da processi di rideposizione successiva. Se i piroclasti sono stati alterati, allora prendono il nome di piroclasti rielaborati o epiclasti se la loro origine piroclastica è incerta.
I piroclasti vengono ulteriormente distinti sulla base delle loro dimensioni:
- Bombe: il diametro medio supera i 64 mm. La forma o l'aspetto superficiale (ad es. superficie a crosta di pane) indicano che quando furono estruse erano in condizioni completamente o parzialmente fuse;

- Blocchi: il diametro medio supera i 64 mm. La forma angolare o subangolare indica che quando furono estrusi erano completamente solidi. Si tratta di frammenti rocciosi strappati dalle pareti del condotto di alimentazione del vulcano durante la risalita della lava;
- Lapilli: piroclasti di qualunque forma con un diametro medio compreso fra 64 e 2 mm;

- Granuli di cenere: piroclasti con un diametro medio minore di 2 mm. Possono essere ulteriormente suddivisi in granuli di cenere grossolani (da 2 a 1/16 mm) e granuli di cenere fini (meno di 1/16 mm).